# 丹尼爾·占士
丹尼爾·歐文·占士（英語：Daniel Owen James，1997年11月10日—），威爾斯職業足球員，司職翼鋒，現效力英超球會列斯聯，並且代表威爾斯足球代表隊參加國際賽事。占士在2018年2月效力史雲斯時首次出戰職業賽事，並於2019年6月以1500萬鎊轉會費加盟曼聯。2021年8月以3000萬鎊轉會費加盟英超球會利兹联。

## 俱樂部生涯
2014年，詹姆斯加盟斯旺西，成为了斯旺西青年队的关键一员。2016年10月，詹姆斯第一次入选英超联赛的替补席。之后租借加盟什鲁斯伯里，又在17年回归斯旺西。
2018年8月，詹姆斯完成了英超联赛首秀。詹姆斯曾经接近加盟利兹联，但在转会窗口结束前谈崩。2019年6月7日，詹姆斯以1500万镑的转会费加盟曼联。
2021年8月，詹姆斯以3000萬鎊的轉會費加盟里茲聯。11月21日，在球隊1-2負於熱刺的比賽中，他打進了他在里茲聯的第一個英超聯賽進球。

## 國家隊生涯
2021年5月，詹姆斯被選入威爾士隊2020年歐洲國家盃大名單。

## 個人生活
2021年9月，詹姆斯與伴侶瑞亞·休斯的兒子出生。

## 技术特点
詹姆斯是一位速度超快的球员，他能够在边路突然启动并且以超快的速度向对手发起进攻。他有惊人的爆发力和冲刺速度，但把握机会的能力和身体对抗是他的短板。

## 评价
瑞恩·吉格斯:“丹尼尔·詹姆斯不仅有天赋，并且他一直都很努力。”布莱恩·罗布森:“丹尼尔·詹姆斯的态度很好，如果有人对他放铲，他也不会生气。他会立刻站起来，继续比赛。如果詹姆斯能继续努力下去，再多进几个球，他会成为俱乐部的一笔巨大的财富。”

## 榮譽

### 球會
斯旺西U23
- 英超B乙級聯賽冠軍：2016–17賽季
- 英超聯賽盃冠軍：2016–17賽季

### 個人
- 斯旺西年度最佳新人獎：2018-19賽季
- 斯旺西社區冠軍：2018-19賽季
- 曼聯月度最佳球員：2019年8月

## 外部連結
- 曼聯網資料（页面存档备份，存于）
- Soccerway資料庫：丹尼爾·占士
- 丹尼爾·占士的Instagram帳戶